# 古今唄集〜Future Trax Best〜
古今唄集～Future Trax Best～（こきんうたしゅう フューチャートラックスベスト）は、朝倉さやのメジャー・デビュー・アルバム。2020年4月1日にユニバーサルミュージックより発売された。

## 概要
朝倉のメジャーデビューアルバムであり、インディーズを含めると通算8枚目のアルバムとなる。
2013年にシングル「東京」でデビュー以来プロデューサーであるSolayaとの二人三脚で活動を行い、インディーズでありながら日本レコード大賞の企画賞を受賞するなど実績を重ねてきた朝倉のメジャー・デビューは、2019年12月1日の渋谷区文化総合センター大和田で行われたコンサートツアーファイナルの終演間際にサプライズのかたちで発表された。自身もメジャー・デビューを知ったのはこの時だった。2020年2月14日の午後3時8分（自称・サヤ時間）に本作の詳細が発表された。
本作はオリジナル曲2曲、朝倉の地元である山形県の民謡真室川音頭をはじめとした民謡をアレンジした9曲で構成されている。「Future Trax」とは、民謡と新たな音楽の融合を意味するものであり、2015年に発表したアルバム『River Boat Song -Future Trax-』（第57回日本レコード大賞企画賞受賞）から始まった取り組みである。

## 収録曲
1. AGRIMONY ～旅さあべ～（3:08）
作詞・作曲：朝倉さや、Solaya
  - オリジナル曲。「あべ」は山形弁で「行こう」の意[1]。アフリカンなリズムを取り入れているが、途中で山形県民謡の「新庄節」の要素も取れ入れられている[6]
2. Mr.Mamurogawa（真室川音頭 Future Trax）（3:00）
作詞・作曲：山形県民謡、朝倉さや、Solaya
  - 真室川音頭をファンク・ジャズの要素を取り入れてアレンジした本作のリード曲[1][6]。BSフジ『ESPRIT JAPON』主題歌[7]。
3. からめ節 Future Trax（4:37）
作詞・作曲：岩手県民謡、朝倉さや、Solaya
4. 豆ひき唄 Future Trax（3:15）
作詞・作曲：山形県民謡
5. River Boat Song with respect for 最上川舟唄 2020（3:46）
作詞・作曲：山形県民謡・朝倉さや
6. 新庄節 Future Trax 2020（3:24）
作詞・作曲：山形県民謡
7. 酒田甚句 Future Trax 2020（3:33）
作詞・作曲：山形県民謡
8. 茶摘み唄 Healing Music Trax （3:02）
作詞・作曲：静岡県民謡
  - 原曲は静岡市葵区の有東木地区で古くから歌われてきた民謡だが、いつしか誰も歌う者がいなくなったという。朝倉がレギュラー出演していた静岡放送の『イブアイしずおか』の企画でこの曲を復活させる取り組みが行われ、最後の歌い手だった女性の映像記録をもとに再現し、復活させた楽曲である[8]。2017年発表のシングル『そのままの笑顔でいて』にアカペラバージョンが、2018年発表のアルバム『サウルスティラノ』にFuture Traxバージョンが収録されているが、本作では新たにアレンジしたバージョンとなっている[6]。
9. おはら節 Future Trax 2020（2:59）
作詞・作曲：鹿児島県民謡・朝倉さや
10. たんす唄 Future Trax（4:47）
作詞・作曲：香川県（女木島）民謡
  - 香川県高松市の女木島に伝わる民謡。本作では地元の子供たちがコーラスとして参加している。
11. ハテナ（4:09）
作詞・作曲：朝倉さや・Solaya
12. *オリジナル曲。本作で最後に出来た曲であり、右チャンネルから流れる歌詞と左チャンネルから流れる歌詞がそれぞれに独立して成り立つ仕掛けもあるという[6]。